# Jouars-Pontchartrain
Jouars-Pontchartrain är en kommun i departementet Yvelines i regionen Île-de-France i norra Frankrike. Kommunen ligger i kantonen Montfort-l'Amaury som tillhör arrondissementet Rambouillet. År 2022 hade Jouars-Pontchartrain 5 965 invånare.

## Befolkningsutveckling
Antalet invånare i kommunen Jouars-Pontchartrain
| Referens: INSEE |